# Bras-mort

Formation d'un bras mort

Un bras mort,,, est la partie relictuelle d'un ancien méandre ou d'une tresse qui ont été isolés d'un cours d'eau ou d'un delta. Selon son âge, la saison et le contexte météorologique, il peut être encore en eau ou asséché.
Les bras-morts peuvent être à sec ou en eau, toute l'année ou périodiquement. Ils sont parfois brutalement mais brièvement inondés lors des crues, ou au contraire se comportent comme des cours d’eau phréatiques (alimentés par la nappe), quand le substrat est perméable.
À long terme, ils tendent à se combler, mais après un certain temps, et à plusieurs reprises, ils peuvent à nouveau être occupés par le fleuve au gré de ses errements et du stade successionnel. Les processus d'érosion et de sédimentation y diffèrent fortement de ce qu'ils sont dans le cours d'eau originel.

## Caractérisation
On les caractérise par exemple géomorphologiquement par leur longueur, profondeur, niveau d'envasement ou d'atterrissement, éloignement du fleuve ou de la rivière, leur superficie en eau et ses variations, la fréquence des connexions avec le cours d'eau ou la nappe, la largeur du chenal quand il existe, sa salinité, son âge, sa faune ou flore spécifique, degré d'artificialisation (ou de naturalité), etc.

## Richesse écologique

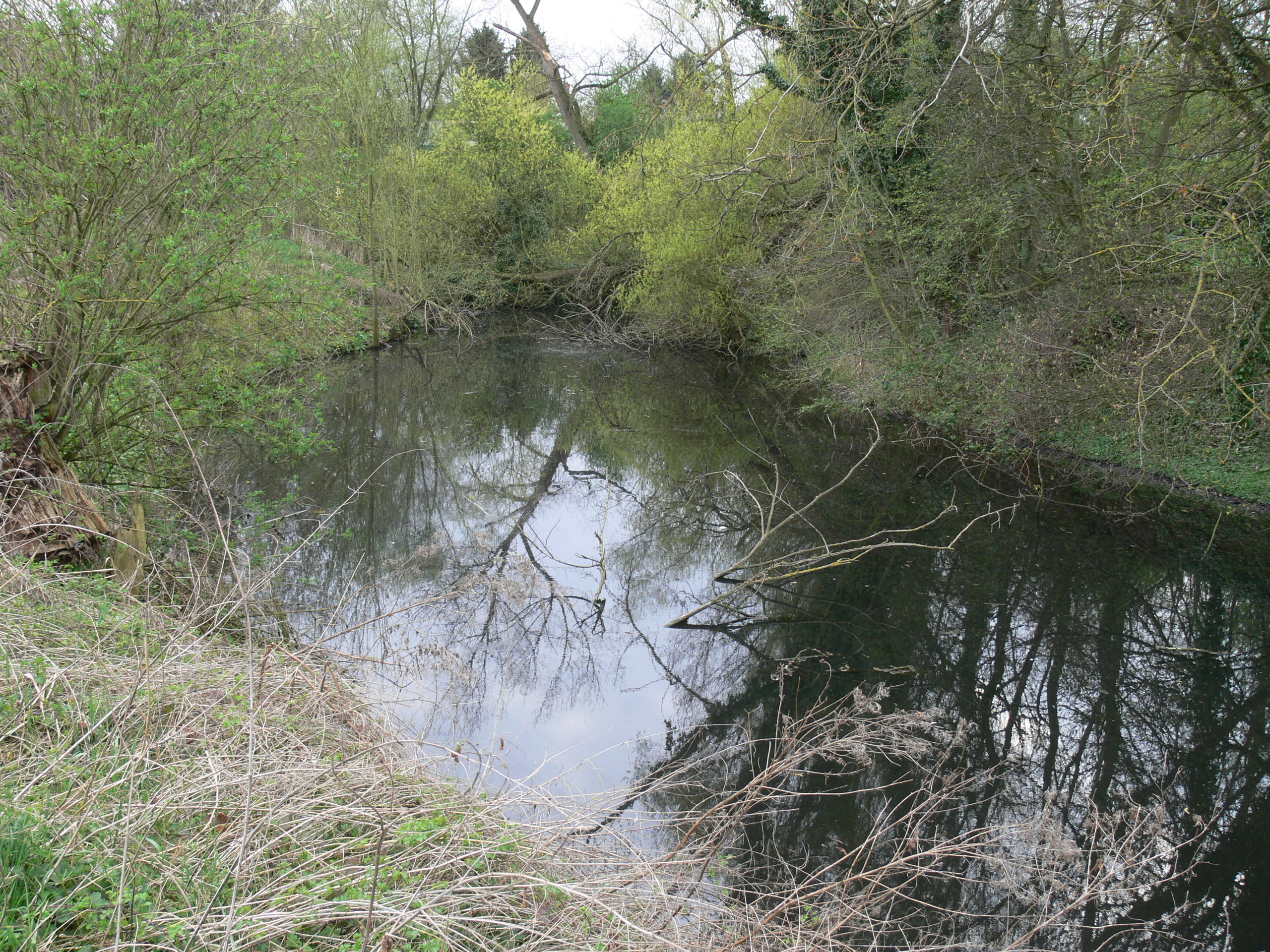
Zone humide dite du « Vieil Escaut », à Escautpont (France), avec renaturation spontanée, ici au printemps 2007

Quand ils n'ont pas été comblés, pollués ou transformés en terrain de dépôt recevant des boues de curage polluées, ce sont des milieux généralement riches en biodiversité ou à forte productivité biologique qui contribuent à enrichir les écosystèmes fluviaux. Ils peuvent jouer le rôle de gué pour les espèces de zones humides, dans un réseau écologique local et global (pour les oiseaux d'eau migrateurs notamment). Ce sont souvent des réservoirs d'espèces pionnières.

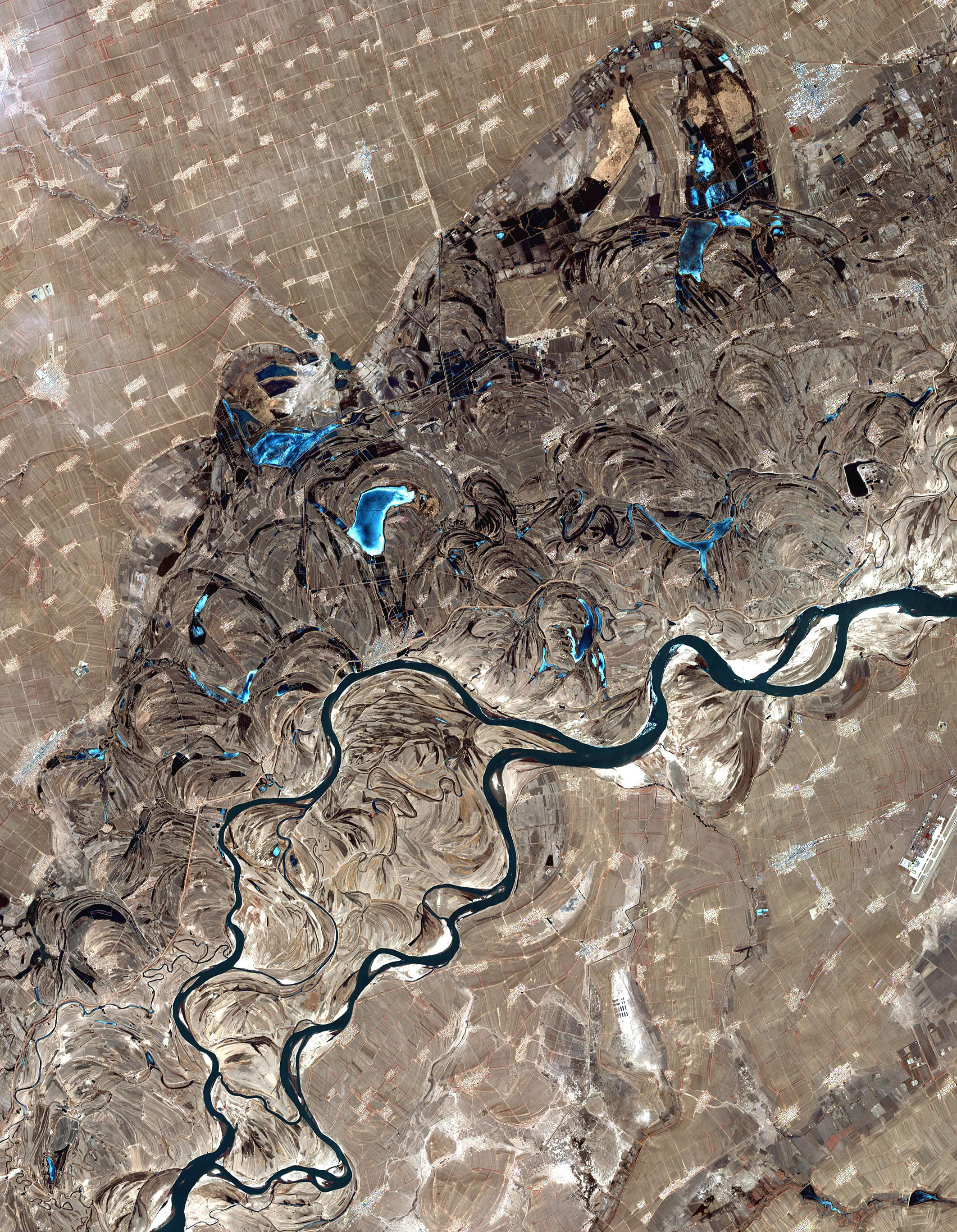
Vu du ciel, les bras-morts et anciens méandres sont bien visibles le long du fleuve Songhua, à l'est de Harbin

Depuis 500 ans au moins, hormis dans les forêts tropicales et les zones éloignées des activités humaines, les méandres et bras morts tendent à disparaître, au profit d'axes navigables et canalisés dont les fonctions écologiques sont très dégradées. C'est le cas par exemple pour le Rhin et le Rhône qu'on tente aujourd'hui de renaturer pour en améliorer la qualité de l'eau.